# 陈纪廷
陈纪廷（1999年9月1日—），臺灣男子羽毛球選手，曾赢得2017年亚青赛男单季军。

## 簡歷
陳紀廷於就讀崑山國小二年級時開始接觸羽球，此後就讀新化國中、高雄中學，後就讀臺北市立大學，打法為多拍纏鬥，善於拉吊、突襲。
2016年9月，陳紀廷在雪梨羽毛球國際賽準決賽以1比2（10-21、21-10、22-24）不敵隊友陳俊維，止步四強。
2017年4月，陳紀廷參加國內青少年選手選拔賽，在與同校同學陳孝承進行比賽時，對方腿部受傷，陳紀廷在接下來比賽中打球消極且失誤頻頻，最終兩人被大會以「比賽中呈現不具運動家精神」取消該次比賽資格且不採計成績。事後，中華羽協開會決定，世青放水球一事，不繼續送「紀律委員會」審查。
2017年7月，陈纪廷代表中華台北参加在印尼雅加达举办的亚洲青年羽毛球錦標賽，在男单準決賽以0比2（13-21、13-21）不敌中国的白玉鹏，在个人赛摘得銅牌。

## 主要比賽成績
只列出曾進入準決賽的國際賽事成績：
| 年份   | 賽事                   | 公開賽級別 | 項目     | 成績   |
| ------ | ---------------------- | ---------- | -------- | ------ |
| 2016年 | 雪梨羽毛球國際賽       | 國際系列賽 | 男子單打 | 準決賽 |
| 2017年 | 亚洲青年羽毛球錦標賽   | 其他       | 男子單打 | 季軍   |
| 2019年 | 南澳洲羽毛球國際賽     | 國際挑戰賽 | 男子單打 | 準決賽 |
| 2019年 | 挪威羽毛球國際賽       | 國際系列賽 | 男子單打 | 亞軍   |
| 2019年 | 愛爾蘭羽毛球公開賽     | 國際挑戰賽 | 男子單打 | 準決賽 |
| 2022年 | 奧地利羽毛球公開賽     | 國際系列賽 | 男子單打 | 準決賽 |
| 2022年 | 波恩羽毛球國際賽       | 未來系列賽 | 男子單打 | 準決賽 |
| 2022年 | 雪梨羽毛球國際賽       | 國際系列賽 | 男子單打 | 準決賽 |
| 2022年 | 北港羽毛球國際賽       | 國際挑戰賽 | 男子單打 | 準決賽 |
| 2024年 | 挪威羽毛球國際賽       | 國際系列賽 | 男子單打 | 冠軍   |
| 2025年 | 新加坡羽毛球國際挑戰賽 | 國際挑戰賽 | 男子單打 | 準決賽 |

| 2007-2017年 | 首要超級賽 | 超級賽 | 黃金大獎賽 | 大獎賽 | 國際挑戰賽 | 國際系列賽 | 未來系列賽 | 其他 |

| 2018-2026年 | 總決賽 | 超級1000賽 | 超級750賽 | 超級500賽 | 超級300賽 | 超級100賽 | 國際挑戰賽 | 國際系列賽 | 未來系列賽 | 其他 |